# Mary Vieira
Mary Vieira (San Paolo, 1927 – Basilea, 2001) è stata una scultrice brasiliana attiva principalmente in Europa, nota per le sue opere in acciaio e alluminio caratterizzate da rigore geometrico e da un'interazione diretta con il pubblico.

## Biografia
Dopo la formazione iniziale in Brasile, dove studiò con Alberto da Veiga Guignard, Vieira si trasferì in Europa nel 1951. Nel 1952 studiò a Zurigo con Max Bill, esponente del concretismo e dell'arte costruttivista, che influenzò profondamente il suo percorso. Dopo un viaggio di studio in diverse città europee, si stabilì definitivamente a Basilea.

## Stile
Vieira elaborò un linguaggio plastico basato sul principio del movimento e della partecipazione dell’osservatore. Le sue “polikinetische Objekte” ("opere polichinetiche"), invitano alla manipolazione e all’interazione, rompendo la tradizionale separazione tra opera e spettatore. Il suo lavoro è strettamente legato all'arte cinetica e concretista, ma con un interesse marcato per la percezione e la trasformazione dello spazio.

## Riconoscimenti e mostre
Fu la prima artista brasiliana a ricevere un premio alla Biennale di San Paolo, affermandosi come figura centrale nel panorama internazionale dell'arte astratta e cinetica. Le sue opere sono state esposte in prestigiose istituzioni, tra cui il Museum of Modern Art (MoMA) di New York, che conserva nella sua collezione il Polykonkrete Plastik (1955).

## Eredità
La ricerca di Mary Vieira, incentrata sulla dialettica tra arte e scienza, movimento e spazio, continua a influenzare artisti contemporanei. La sua opera è considerata pionieristica nel campo dell’arte interattiva e dell’estetica relazionale. È ricordata anche attraverso fotografie storiche, come quelle conservate nella Fototeca della Regione Lombardia.